# Liste der Baudenkmäler in Esselbach
Auf dieser Seite sind die Baudenkmäler in der unterfränkischen Gemeinde Esselbach zusammengestellt. Diese Tabelle ist eine Teilliste der Liste der Baudenkmäler in Bayern. Grundlage ist die Bayerische Denkmalliste, die auf Basis des Bayerischen Denkmalschutzgesetzes vom 1. Oktober 1973 erstmals erstellt wurde und seither durch das Bayerische Landesamt für Denkmalpflege geführt wird. Die folgenden Angaben ersetzen nicht die rechtsverbindliche Auskunft der Denkmalschutzbehörde.
 Diese Liste gibt den Fortschreibungsstand vom 20. April 2020 wieder und enthält 15 Baudenkmäler.

## Baudenkmäler nach Ortsteilen

### Esselbach
| Lage                                     | Objekt                                | Beschreibung | Akten-Nr.              | Bild                                 |
| ---------------------------------------- | ------------------------------------- | --- | ---------------------- | ------------------------------------ |
| Am Friedhof (Standort)                   | Friedhofskreuz                        | Geschweifter Inschriftsockel mit Kruzifix, Sandstein, Rokoko, 1742 | D-6-77-126-11 Wikidata | Friedhofskreuz                       |
| Am Friedhof 1, Hauptstraße 32 (Standort) | Bildstock                             | Gefaster Pfeiler mit Kreuzdach-Nischenaufsatz, Sandstein, 1617 (Kopie) | D-6-77-126-7 Wikidata  | Bildstock                            |
| Goldbrunnenstraße 2 (Standort)           | Bildstock                             | Gefaster Pfeiler mit Kreuztonnendach-Nischenaufsatz, Sandstein, 17. Jahrhundert | D-6-77-126-1 Wikidata  | Bildstock                            |
| Hauptstraße (Standort)                   | Bildstock                             | Geschweifter Pfeiler mit Kelchgirlande, Sandstein, erste Hälfte 18. Jahrhundert, Tonnendach-Nischenaufsatz, Sandstein 19./20. Jahrhundert | D-6-77-126-8 Wikidata  | Bildstock                            |
| Hauptstraße 3 (Standort)                 | Posthalterei und Gasthaus             | Zweigeschossiger Satteldachbau (ursprünglich mit Schopfwalm) und rückwärtigem Walm, verputztes Fachwerkobergeschoss, im Kern um 1675, ältestes erhaltenes Postgebäude Unterfrankens                                                            | D-6-77-126-2 Wikidata  | Posthalterei und Gasthaus            |
| Hauptstraße 7 (Standort)                 | Wohnhaus                              | Zweigeschossiger Satteldachbau mit Fachwerkobergeschoss und Zwerchgiebel in Ecklage, 18./19. Jahrhundert | D-6-77-126-3 Wikidata  | Wohnhaus                             |
| Hauptstraße 8 (Standort)                 | Quellfassung                          | Vom Straßenniveau herabführende Treppe mit unter Niveau liegender Pflasterung neben Wasserlauf, Sandstein, 16./17. Jahrhundert | D-6-77-126-13 Wikidata | Quellfassung                         |
| Hauptstraße 10 (Standort)                | Katholische Pfarrkirche St. Margareta | Saalkirche mit eingezogenem Rundchor und Satteldach sowie flach vortretendem Fassadenturm mit Pyramidendach und Laterne, Putzmauerwerk mit Sandsteingliederungen, Spätbarock, Emanuel Joseph von Herigoyen, bezeichnet „1779“; mit Ausstattung | D-6-77-126-4 Wikidata  | weitere Bilder                       |
| Hauptstraße 11 (Standort)                | Pfarrhof, Wohnhaus                    | Zweigeschossiger Satteldachbau mit Zierfachwerkobergeschoss, bezeichnet „1617“ | D-6-77-126-5 Wikidata  | weitere Bilder                       |
| Hauptstraße 11 (Standort)                | Pfarrhof, Nebengebäude                | Eingeschossiger Walmdachbau über Hanggeschoss, unverputztes Bruchsteinmauerwerk, Mitte 19. Jahrhundert | D-6-77-126-5 Wikidata  | weitere Bilder                       |
| Hauptstraße 11 (Standort)                | Pfarrhof, Pfarrscheune                | Fachwerkbau mit Satteldach und alter Ziegeldeckung, um 1850 | D-6-77-126-5 Wikidata  | weitere Bilder                       |
| Hauptstraße 11 (Standort)                | Pfarrhof, Kleintierstall              | Eingeschossiger Bruchsteinbau mit Satteldach, zweite Hälfte 19. Jahrhundert | D-6-77-126-5 Wikidata  | weitere Bilder                       |
| Hauptstraße 11 (Standort)                | Pfarrhof, Hofmauer und Pfeilertor     | Sandstein, Ende 19. Jahrhundert | D-6-77-126-5 Wikidata  | weitere Bilder                       |
| Hauptstraße 11 (Standort)                | Bildstock                             | Pfeiler mit Reliefaufsatz Kreuzigungsgruppe, Barock, Sandstein, bezeichnet „1745“ | D-6-77-126-6 Wikidata  | weitere Bilder                       |
| Hauptstraße 35 (Standort)                | Bildstock                             | Mit Muttergottes, bezeichnet „1640“; nicht nachqualifiziert, im Bayerischen Denkmal-Atlas nicht kartiert | D-6-77-126-9 Wikidata  | BW                                   |
| Hauptstraße 48 (Standort)                | Figur der schmerzhaften Muttergottes  | | D-6-77-126-10 Wikidata | Figur der schmerzhaften Muttergottes |

### Baumgartshof
| Lage                  | Objekt    | Beschreibung                                                                                  | Akten-Nr.              | Bild      |
| --------------------- | --------- | --------------------------------------------------------------------------------------------- | ---------------------- | --------- |
| Triebwasen (Standort) | Bildstock | Abgefaster Pfeiler mit Tonnendach-Nischenaufsatz, monolithischer Sandstein, bezeichnet „1481“ | D-6-77-126-12 Wikidata | Bildstock |

### Karlshöhe
Siehe auch Liste der Baudenkmäler in gemeindefreien Gebieten in Bayern.

| Lage                 | Objekt   | Beschreibung                                                                        | Akten-Nr.              | Bild           |
| -------------------- | -------- | ----------------------------------------------------------------------------------- | ---------------------- | -------------- |
| Karlshöhe (Standort) | Jagdhaus | Satteldachhaus mit seitlichen Anbauten, holzverschindelt, mittleres 19. Jahrhundert | D-6-77-126-17 Wikidata | weitere Bilder |

### Kredenbach
| Lage                    | Objekt                            | Beschreibung | Akten-Nr.              | Bild           |
| ----------------------- | --------------------------------- | --- | ---------------------- | -------------- |
| Dorfstraße 6 (Standort) | Ehemaliger Wertheimischer Zollhof | Zweigeschossiger giebelständiger und verputzter Fachwerkbau mit Satteldach, 17./18. Jahrhundert, bezeichnet „1725“ und „1802“ | D-6-77-126-14 Wikidata | weitere Bilder |
| Dorfstraße 6 (Standort) | Ehemaliger Wertheimischer Zollhof | Überbaute Tordurchfahrt, Fachwerk, um 1700                                                                                    | D-6-77-126-14 Wikidata | weitere Bilder |
| Dorfstraße 6 (Standort) | Ehemaliger Wertheimischer Zollhof | Scheune aus Bruchstein, bezeichnet „1811“                                                                                     | D-6-77-126-14 Wikidata | weitere Bilder |
| Dorfstraße 6 (Standort) | Ehemaliger Wertheimischer Zollhof | Nebengebäude | D-6-77-126-14 Wikidata | weitere Bilder |
| Dorfstraße 6 (Standort) | Ehemaliger Wertheimischer Zollhof | Brunnen und Einfriedung | D-6-77-126-14 Wikidata | weitere Bilder |